# Ziekenhuis

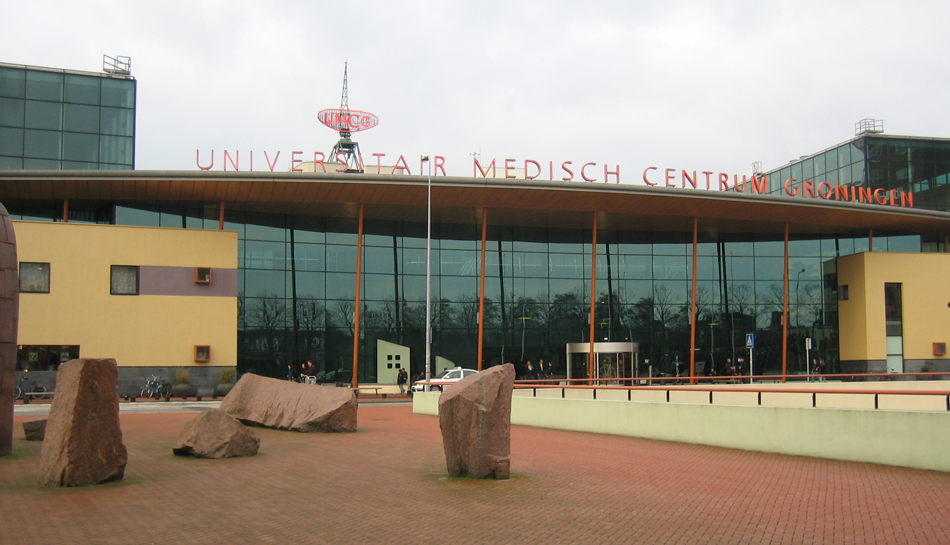
De ingang van het UMC in Groningen

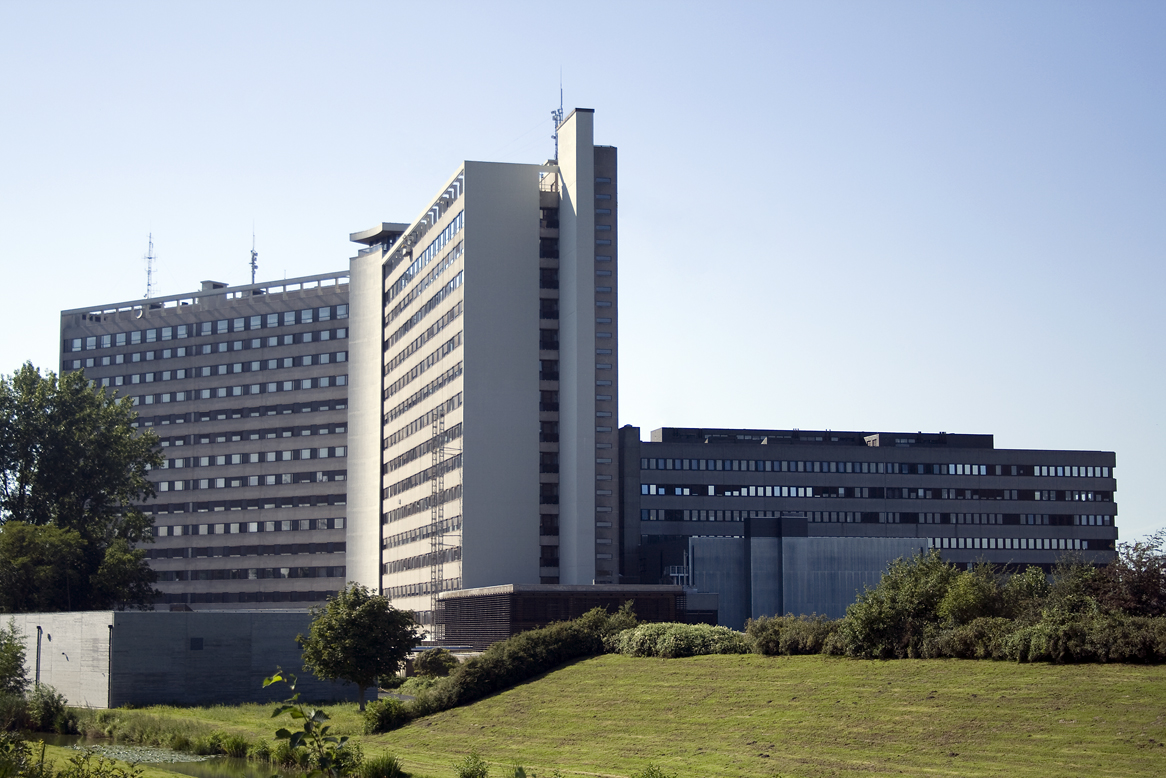
Het AZ Sint-Jan in Brugge

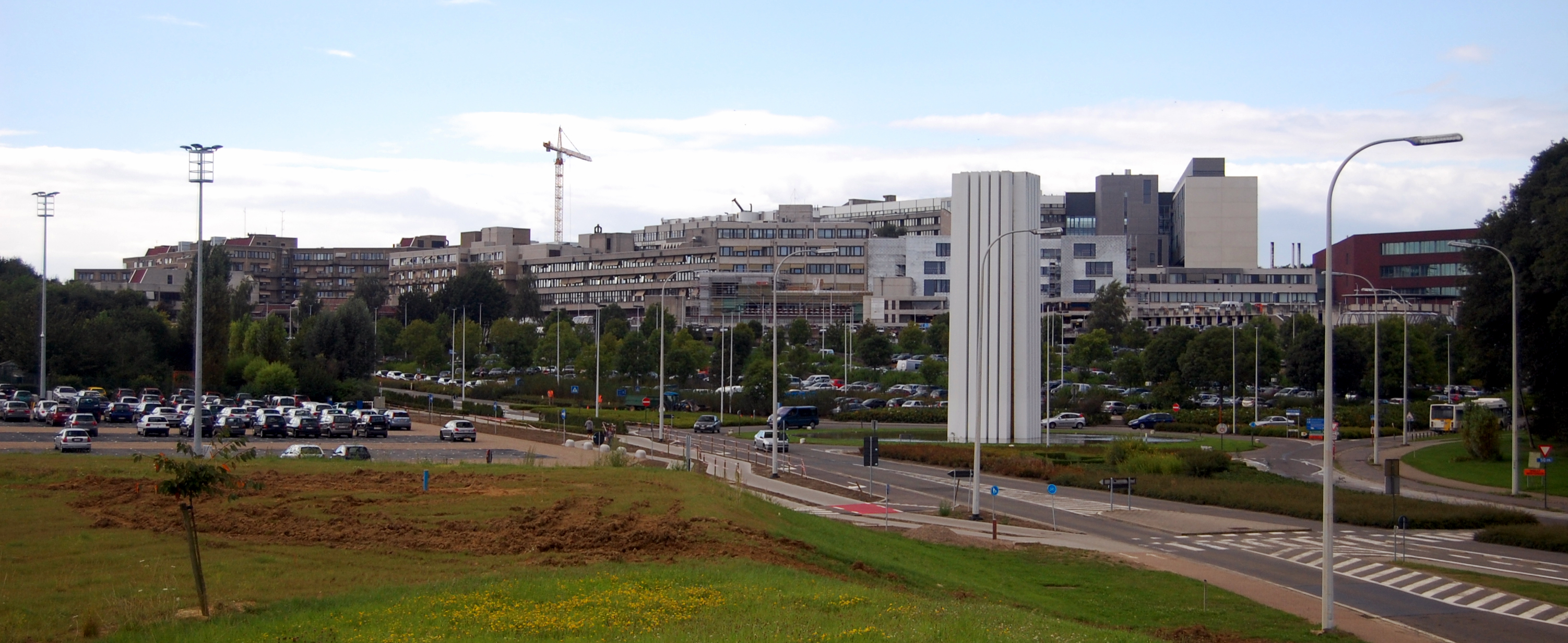
Het Universitair Ziekenhuis Leuven Campus Gasthuisberg in Leuven

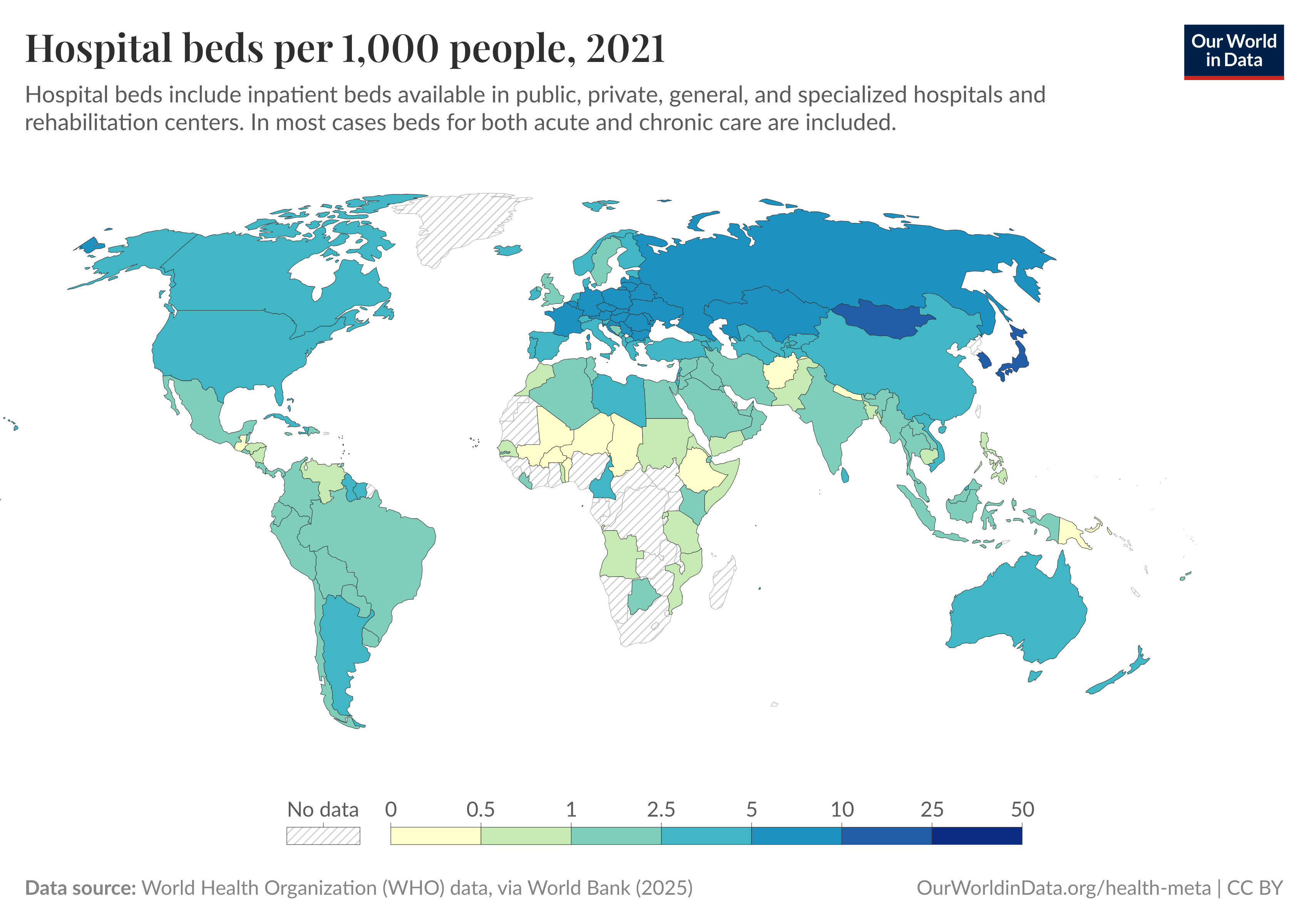
Aantal ziekenhuisbedden per 1000 mensen in 2013.

Een ziekenhuis is een instelling waar zieke en gewonde mensen verzorgd worden en waar professionele gezondheidszorg wordt verleend. Dit gebeurt door artsen, medisch specialisten en verpleegkundigen. 
De type zorg dat in ziekenhuizen wordt verleend, valt onder de curatieve zorg. De preventieve gezondheidszorg is een ander vorm van zorg gericht op de preventie van ziektes en heeft een meer maatschappelijk karakter in vergelijking met de medische zorg in ziekenhuizen.
Een verwante benaming van ziekenhuizen is kliniek. Dit zijn veelal gespecialiseerde ziekenhuizen, bijvoorbeeld een abortuskliniek of een hartkliniek. In Vlaanderen wordt kliniek soms ook als synoniem van algemeen ziekenhuis gebruikt. Vroeger gebruikte men vaak de begrippen gasthuis of hospitaal. Nu wordt met dat laatste meestal een militair ziekenhuis bedoeld.

## Afdelingen
Een ziekenhuis bestaat uit verschillende afdelingen. Die kunnen in één gebouw gehuisvest zijn, maar bij sommige ziekenhuizen zijn, door fusies of door praktische noodzaak, de afdelingen verspreid over meerdere gebouwen.
- De poliklinieken voor het behandelen van patiënten binnen het spreekuur van de arts. Elk specialisme heeft zijn eigen polikliniek.
- Klinische afdelingen voor het opnemen van patiënten als een patiënt voor observatie of behandeling in bed ligt op een verpleegafdeling. Als een patiënt meerdere dagen moet blijven, is hij "klinisch" opgenomen. Tijdens het bezoekuur kunnen familie, vrienden of kennissen de patiënt bezoeken. Is het een behandeling waarbij de patiënt wel in bed ligt, maar geen nacht overblijft, dan betreft het een dagbehandeling of daghospitalisatie. Verpleegafdelingen zijn meestal verspreid per specialisme gesitueerd rond een centrale gang voorzien van patiëntenkamers.
- Een spoedeisende hulpafdeling (Nederlandse benaming, afgekort 'SEH') of spoedgevallendienst (Belgische benaming, ook kortweg 'spoed' genoemd). Dit is formeel een van de poliklinieken. Op deze afdeling worden patiënten, met bijvoorbeeld verwondingen en breuken, met spoed geholpen. Vanuit de spoedeisende hulp/spoedgevallendienst worden patiënten soms direct klinisch opgenomen, als dit nodig blijkt.
- De ambulancedienst, meestal een zelfstandige dienst, brengt patiënten op de spoedeisende hulp binnen, als zij de patiënten niet zelf kunnen helpen. Sommige Nederlandse ziekenhuizen hebben een standplaats voor een regionaal werkende traumahelikopter, die als een speciale ambulancedienst werkt. In België kan een spoedgevallendienst bijkomend over een MUG-dienst beschikken die is ingeschakeld in de Dringende Geneeskundige Hulpverlening.
- Intensievezorg- en hartbewakingsafdelingen. Dit zijn klinische afdelingen voor intensieve zorg, als de gezondheidssituatie van de patiënt precair is.
- Operatiekamers
- Ziekenhuislaboratoria. De meeste ziekenhuizen beschikken over een klinisch-chemisch, een medisch microbiologisch, een farmaceutisch toxicologisch en een pathologisch-anatomisch laboratorium om bloed, urine, ontlasting, sputum en weefsels te onderzoeken.
- Apotheek voor het verspreiden en controleren van alle medicamenten. Ziekenhuisapothekers zijn apothekers die een specialisme hebben waarbij ze bevoegd zijn tot het maken en controleren van medicatie voor bijvoorbeeld chemotherapie. Tevens zijn ze samen met de arts verantwoordelijk voor het goed kiezen en het uitvoeren van de therapie met medicijnen.
- Diverse ondersteunende afdelingen, zoals het opnamebureau en de afsprakenbalie, de technische dienst, (nood)stroomvoorziening, ict, wasserij, keuken en financiële administratie.

## Historie
Heel vroeger was het gasthuis ook werkelijk een gasthuis of herberg. In dit gasthuis werden later ook zieke mensen verzorgd. Het verlenen van zorg en onderdak was veelal religieus geïnspireerd. Deze oorsprong is ook nog terug te vinden in het aanspreken van verplegend personeel met “zuster” of “broeder” en in de naam van sommige ziekenhuizen: Wilhelmina Gasthuis, Sint Franciscus Gasthuis en St. Jans Gasthuis.
Een oud voorbeeld daarvan lezen we in Lukas 10:34-35, waar een Samaritaan een gewonde man in een herberg brengt en de waard opdracht geeft de patiënt te verzorgen.
Ziekenhuizen voor besmettelijke ziekten ontstonden ook wel op initiatief van stadsbestuurders. Die pest- en leprozenhuizen lagen vanwege het besmettingsgevaar buiten de stad. Aan het eind van de 19e, begin 20e eeuw begon men goede gezondheidszorg te beschouwen als iets waar iedereen recht op had. Zo ontstonden veel nieuwe ziekenhuizen uit particulier initiatief. Later werden sommige ziekenhuizen onderdeel van een universiteit waar geneeskunde onderwezen werd. Dit zijn de zogeheten academische ziekenhuizen.
Veel lokale ziekenhuizen zijn in de twintigste eeuw met de bevolkingsgroei ontstaan vanuit de behoefte van iedere streek om een eigen ziekenhuis te hebben. Dit zijn vaak stichtingen, die nog steeds voor een klein deel gefinancierd worden uit giften.

## Organisatie
De organisatiestructuur van een ziekenhuis wordt voor een groot deel bepaald door de wijze van financiering van het ziekenhuis en de medisch specialist.
De medisch specialisten kunnen in loondienst van een ziekenhuis zijn, maar zij zijn vaak zelfstandig. Een groep zelfstandige specialisten in een ziekenhuis is per specialisme verenigd in een maatschap.
Als de specialisten in een ziekenhuis zelfstandig zijn, zijn zij in principe niet afhankelijk van het ziekenhuis voor hun inkomsten. Daardoor heeft het ziekenhuis weinig grip op de specialisten. Dit is per ziekenhuis verschillend en afhankelijk van hoe het management is.

## Specialisatie
Sommige algemene ziekenhuizen zijn gespecialiseerd. Deze specialisatie is nuttig omdat daardoor de nodige kennis en investeringen op één plaats gebundeld zijn waarvoor een kritische massa nodig is.

## België
In België kan een ziekenhuis erkend zijn voor bepaalde ziekenhuisfuncties (onderdelen van een ziekenhuis die diensten leveren aan alle patiënten horizontaal over de verschillende verpleegafdelingen en specialismen heen) en zorgprogramma's (multidisciplinaire zorgpakketten aangeboden aan specifieke patiëntencategorieën). In België moet een ziekenhuis voldoen aan de regelgeving beheerd door het RIZIV.

## Nederland
In Nederland moet een ziekenhuis voldoen aan de regelgeving van en gefinancierd worden vanuit de Wet Ziekenhuisvoorzieningen.

### Financiering
In de strijd van de overheid om de kosten van de gezondheidszorg te beheersen, moeten ziekenhuizen winstgevend worden. Ziekenhuizen moeten hun bestaansrecht bewijzen. Diensten worden aangeboden tegen een afgesproken vergoeding. Productiecijfers dienen gehaald te worden. Het ziekenhuis wordt als een bedrijf gerund door managers.
Tegenstrijdig is dat de zorgplicht voor een ziekenhuis blijft, terwijl zaken als financiering, verzekeringen, wachtlijsten en politiek een belangrijke rol spelen.
Een belangrijke stap naar "marktwerking in de zorg" is de invoering van de DBC-systematiek.
Een andere belangrijke stap is de aandacht die uitgaat naar de capaciteitsplanning in de steeds complexer wordende logistieke processen in het ziekenhuis. Capaciteitsplanning in ziekenhuizen is het proces van het bepalen en het zo efficiënt mogelijk inzetten van de benodigde hoeveelheid productie capaciteit (specialisten, verzorgend personeel, OK ruimte, bedden, materialen) om afspraken ten aanzien van productiecijfers na te komen.
De trend om ziekenhuizen te commercialiseren is niet zonder risico. Epidemiologisch onderzoek naar het sterftecijfer waarbij particuliere ziekenhuizen met en zonder winstoogmerk in Canada worden vergeleken, heeft aangetoond dat het sterftecijfer hoger is in ziekenhuizen met winstoogmerk.

### Sterftecijfers
Sinds 1 oktober 2014 zijn ziekenhuizen in Nederland wettelijk verplicht sterftecijfers te publiceren. Naast het absolute aantal sterfgevallen, geven de ziekenhuizen ook inzicht in de Hospital Standardized Mortality Ratio. Deze vergelijkt de sterfte in een ziekenhuis met de sterfte die in een ziekenhuis mag worden verwacht op basis van de kenmerken van de patiënten.